# Раздольненское сельское поселение (Кущёвский район)
Раздо́льненское се́льское поселе́ние — муниципальное образование в составе Кущёвского района Краснодарского края России.
В рамках административно-территориального устройства Краснодарского края ему соответствует Раздольненский сельский округ.
Административный центр — село Раздольное.

## Население
| 2010  | 2012  | 2013  | 2014  | 2015  | 2016  | 2017  |
| ----- | ----- | ----- | ----- | ----- | ----- | ----- |
| 3469  | ↘3459 | ↘3456 | ↘3417 | ↗3432 | ↗3462 | ↗3475 |
| 2018  | 2019  | 2020  | 2021  | 2023  |       |       |
| ↗3509 | ↘3475 | ↘3446 | ↘3199 | ↘3141 |       |       |

## Населённые пункты
В состав сельского поселения (сельского округа) входят 10 населённых пунктов:
| №  | Населённый пункт   | Тип населённого пункта | Население (чел.) |
| -- | ------------------ | ---------------------- | ---------------- |
| 1  | Раздольное         | село                   | ↗1081            |
| 2  | Алексеевское       | село                   | ↘354             |
| 3  | Александровка      | село                   | ↘23              |
| 4  | Водяная Балка      | хутор                  | ↘214             |
| 5  | Гослесопитомник    | хутор                  | ↘529             |
| 6  | Зелёная Роща       | хутор                  | ↘259             |
| 7  | Ивано-Слюсаревское | село                   | ↗510             |
| 8  | Объездная Балка    | хутор                  | ↘230             |
| 9  | Полтавский         | хутор                  | ↘93              |
| 10 | Семёновка          | хутор                  | ↘176             |